# Штрихкодування ДНК
Штрихкодування ДНК (англ. DNA barcoding) — метод молекулярної ідентифікації, який дозволяє за короткими генетичними маркерами в ДНК визначати приналежність організму до певного таксону. На відміну від методів молекулярної філогенетики, ДНК-штрихкодування використовується для визначення місця даного організму в уже наявній класифікації, а не для побудови філогенетичних дерев і доповнення чинної класифікації, тому питання про використання штрихкодування ДНК для ідентифікації видової приналежності нового організму є спірним. Ділянка мітохондріального гена цитохромоксидази I з приблизно 600 пар нуклеотидів є локусом генетичного штрихкодування для тварин, який найчастіше використовується.
ДНК-штрихкодування застосовується для вирішення таких завдань, як, наприклад, ідентифікація рослини тільки за її листям (наприклад, якщо недоступні квітки або плоди), ідентифікація личинок комах (які можуть мати менше діагностичних ознак, ніж дорослі особини, і часто менш вивчені), визначення раціону харчування тварин за змістом шлунка або фекаліями та інші.

## Вибір локусу
Локуси для ДНК-штрихкодування повинні:
- бути не дуже довгими ділянками ДНК;
- бути присутнім у більшості представників розглянутих таксонів і водночас містити невелику кількість варіацій у представників одного виду[5];
- досить легко секвенуватися за допомогою сучасних технологій секвенування без використання специфічних праймерів[6][7].

Пропонуються різні локуси для різних таксонів, відбір таких локусів проводиться спеціальним комітетом. Нині офіційно використовують:
- для тварин і багатьох інших еукаріотів — мітохондріальний ген цитохромоксидази;
- для рослин — конкатенація генів хлоропластів rbcL і matK (але ці локуси забезпечують низьку роздільну здатність під час ідентифікації наземних рослин[8], тому їм намагаються знайти заміну [9]);
- для грибів — внутрішній транскрибувальний спейсер (англ. internal transcribed spacer, ITS)[10].

### Мітохондріальна ДНК
Послідовності мітохондріальної ДНК (мтДНК) викликають інтерес як мішені для ДНК-штрихкодування через ряд причин:
- майже всі еукаріотичні клітини містять мітохондрії, які мають мітохондріальний геном. Винятками є деякі одноклітинні паразитичні форми, такі як Trachipleistophora, Entamoeba, Giardia, у яких відбулася вторинна деградація мітохондрій. Однак в клітинах цих організмів виявляються рудиментарні органели, які є залишками колись функціональних мітохондрій[11][12];
- мітохондріальна ДНК тварин характеризується порівняно високою швидкістю накопичення мутацій, що призводить до формування відмінностей у послідовності мітохондріальних генів між популяціями та всередині популяцій за порівняно короткі (з погляду еволюційного процесу) часові відрізки, порядку тисяч поколінь.
- мітохондрії успадковуються за материнською лінією, тому ефективний розмір популяції в такому випадку пропорційний кількості самок, які розмножуються, тоді як для ядерного геному цей показник рівний двократній кількості всіх особин в популяції, які розмножуються (оскільки кожна особина містить дві копії ядерного геному). Зменшений ефективний розмір популяції призводить до швидшого відбору ліній генів мтДНК всередині популяцій і між ними через відмінності в плодючості окремих особин (принцип коалесценції).

Комбінація швидкого накопичення мутацій і швидкого відбору призводить до того, що в межах виду послідовності мітохондріальної ДНК розрізняються відносно слабко, а між видами — відносно сильно, що і потрібно для ефективного штрихкодування. Серед локусів мтДНК для штрихкодування найчастіше використовується ділянка гену субодиниці I мітохондріальної цитохром с-оксидази (COI), довжиною в 658 пар основ (т. з. Фолмерівска ділянка).
Відмінності в послідовності мтДНК не можуть бути об'єктивною мірою приналежності організмів до одного або до різних видів в низці ситуацій, що призводять до підвищення різноманіття послідовностей в межах виду:
- у випадку наявності актів рекомбінації (безпосередньо рекомбінація мтДНК показана для низки двостулкових молюсків, наприклад, роду Mytilus);
- у випадку гібридизації (показано для зайців роду Lepus)[13];
- за наявності всередині виду декількох ліній мтДНК, що виділяються в межах однієї популяції;
- за наявності ендосимбіонтів, які селективно вбивають особин чоловічої статі[14];
- за наявності внутрішньоклітинних симбіонтів, що призводять до несумісності цитоплазми під час запліднення, що дуже характерно, наприклад, для комах (вважається, що від 15 до 75% всіх видів комах заражені бактеріями роду Wolbachia)[15][16].

### Вибір локусу для ДНК-штрихкодування наземних рослин
Низка дослідників вважає, що не можна застосувати локус СОІ для ідентифікації більшості видів рослин, оскільки у вищих рослин швидкість еволюції гену цитохром с-оксидази значно нижча, ніж у тварин. Було проведено кілька досліджень задля пошуку придатнішого локусу в геномі покритонасінних рослин, які є найчисленнішою групою вищих (наземних) рослин, для використання під час ДНК-штрихкодування. Як кандидати були запропоновані послідовності ядерного внутрішнього транскрибувального спейсера (ITS) пластидного спейсеру між генами trnH і psbA, а також пластидного гену matK, що кодує фермент сплайсингу інтронів в хлоропластах.
У 2009 році групою фахівців з ДНК-штрихкодування рослин було запропоновано використовувати комбінацію rbcL і matK — двох генів, що кодуються геномом хлоропластів. Для кращого розділення видів, окрім цих локусів, пропонується додатково розглядати ядерний спейсер ITS2. Станом на 2015 рік пошук придатних локусів триває, зокрема, локус хлоропластного гену ycf1 був висунутий як перспективна кандидатура для використання під час визначення рослин за допомогою ДНК-штрихкодування.

## Застосування методу

### Визначення птахів
Щоб знайти відповідність між межами видів, визначеними за допомогою традиційної систематики, і
межами, що виявляються з використанням ДНК-штрихкодування, Пауль Геберт з колегами провели ДНК-штрихкодування 260 видів птахів (більше третини всіх видів, що гніздяться в Північній Америці). Як наслідок було виявлено, що всі послідовності гену COI були різні між видами, в межах же видів (130 видів були представлені двома і більше зразками) відмінності в послідовності COI були відсутні, або були незначні. В середньому послідовності між видами розрізнялися на 7,93%, а в межах виду на 0,43%.
У чотирьох випадках в межах виду спостерігалася незвично висока відмінність між послідовностями локусів, що дало привід припустити наявність нових видів. Цікаво, що в трьох з чотирьох випадків деякі систематики вже розбивали такий політиповий вид на два. Дані Геберта з колегами підтримують такий поділ, а також в цілому демонструють ефективність використання ДНК-штрихкодування для визначення видової приналежності птахів. Авторами, окрім того, запропонований універсальний поріг, який вони пропонують використовувати під час
виділення нових видів: пропонується вважати різними видами такі групи індивідів, середня різниця між послідовностями ДНК-штрихкодованих локусів яких десятикратно перевищує середню внутрішньовидову різницю для досліджуваної групи.
Іншими прикладами використання ДНК-штрихкодування в систематиці птахів можуть бути дослідження видів з широким ареалом і високою внутрішньовидовою морфологічною мінливістю, що було зроблено на прикладі 
звичайної сипухи, а також реорганізація груп з незрозумілими внутрішніми зв'язками, як, наприклад, в родини Тимелієві.

### Визначення риб
Fish Barcode of Life Initiative (FISH-BOL) є проєктом зі збору, стандартизації та систематизації даних ДНК-штрихкодованих зразків риб, для яких визначена перевірена таксономічна приналежність. Бувши запущена у 2005 році, станом на 2016 рік база даних містить інформацію про послідовності локусів більш ніж 11000 видів риб, що складає близько 35% всього біологічного різноманіття групи. Окрім послідовностей, у FISH-BOL містяться фотографії та географічні координати досліджених зразків, інформація про поширення видів, номенклатуру і посилання на літературу. Таким чином, FISH-BOL дублює і значно доповнює інформацію, наявну в інших джерелах, таких як, наприклад, Catalog of Fishes і FishBase.
ДНК-штрихкодування всіх видів риб може бути корисно з цілої низки причин: це дозволить проводити визначення виду широкому колу осіб, виявляти раніше невідомі види, проводити визначення виду в ситуаціях, коли традиційні методи не застосовуються. Прикладом такої ситуації може бути філогенетичний аналіз груперів за допомогою ДНК-штрихкодування, який може бути застосований під час визначення виду риби, що викликала захворювання сігуатера, за харчовими залишками.

### Приховані види
Одним із завдань, у вирішенні якого штрихкодування ДНК може відігравати велику роль, є визначення меж між так званими криптичними, або прихованими, видами. Здебільшого це комплекс морфологічно невідмінних видів, поділ таких комплексів на окремі таксони часто є складним.
ДНК-штрихкодування неодноразово використовувалося під час дослідження криптичних видів в природоохоронній території Гуанакасте на північному заході Коста-Рики.
Одним з перших прихованих видів, що показав ефективність ДНК-штрихкодування в його поділі, став неотропічний головчак Astraptes fulgerator. Це комплекс видів з неявними морфологічними відмінностями та незвично великою різноманітністю кормових рослин у їх гусениць. Аналіз результатів секвенування гену COI від 484 організмів, що морфологічно відносяться до A. fulgerator, спричинив суперечки: у 2004 році автори припустили, що A. fulgerator складається з 
щонайменше 10 видів; у 2006 році був проведений повторний аналіз цих же послідовностей за допомогою бутстрепу методом приєднання сусідів, аналізу агрегації популяцій і кладистичного аналізу гаплотипів, було отримано поділ на 3 (максимум 7) клад, а попередня робота розкритикована. Такі відмінності показали, що інтерпретація результатів, отриманих ДНК-штрихкодуванням, залежить від вибору аналітичних методів, а розмежування прихованих видів з використанням ДНК штрих-кодів може бути таким же суб'єктивним, як і інші форми таксономії.
Інші приклади видів із Гуанакасте, що показали ефективність застосування методу ДНК штрихкодування: дослідження та ідентифікації тропічних гусениць, а також розділення на таксони паразитичних мух Belvosia (Tachinidae), вирощених з личинки.